# آرمناک شکویان
آرمناک کیورغی شکویان (ارمنی: Արմենակ Կյուրեղի Շեկոյան؛ انگلیسی: Armenak 
Kyureghi Shekoyan؛ زادهٔ ۱۹۰۲ - درگذشته ۱۹۷۹) یک سیاستمدار اهل ارمنستان بود که از تاریخ ۲۴ آوریل ۱۹۵۹ تا تاریخ ۲۰ ژوئن ۱۹۶۹ سمت وزیر دارایی ارمنستان شوروی را برعهده داشت.

## زندگی‌نامه
وی در ۱۹۰۲ در ایروان به دنیا آمد  وی در ۱۹۷۹ در سن ۷۷ سالگی درگذشت و در آرامستان مرکزی ایروان (توخماخ) به خاک سپرده شد.